# سوبورا
سوبورا هو فيلم جريمة إيطالي من إخراج ستيفانو سوليما وبطولة بييرفرانشيسكو فافينو وإيليو جرمانو.تم عرض الفيلم في إيطاليا في 14 أكتوبر 2015 وحقق إيرادات وصلت ل 5.1 مليون دولار.

## روابط خارجية
سوبورا على موقع IMDb (الإنجليزية)
- سوبورا على موقع روتن توميتوز (الإنجليزية)
- سوبورا على موقع ألو سيني (الفرنسية)
- سوبورا على موقع أول موفي (الإنجليزية)
- سوبورا على موقع قاعدة بيانات الفيلم (الإنجليزية)
- سوبورا على موقع ليتربوكسد (الإنجليزية)
- سوبورا على موقع كينوبويسك (الروسية)